# John Roemer
John Roemer, né le 1er février 1945 à Washington, est un économiste, politologue et philosophe américain. Il est actuellement professeur d'économie et de sciences politiques à l'université Yale.
Avec Jon Elster, Gerald Cohen ou encore Philippe Van Parijs, il a contribué dans les années 1980 au Marxisme analytique, courant marxiste visant à relire l'œuvre de Karl Marx avec les outils de la philosophie analytique et de la théorie du choix rationnel.

## Publications
- 1986 : Analytical Marxism, Cambridge University Press
- 1988 : Free to Loose : An Introduction to Marxist Economic Philosophy, Harvard University Press
- 1998 : Equality of Opportunity, Cambridge University Press
- 1998 : Theories of Distributive Justice, Harvard University Press
- 2001 : Political Competition : Theory and Applications, Harvard University Press, réédition 2006